# Der gestiefelte Kater (Kästner)

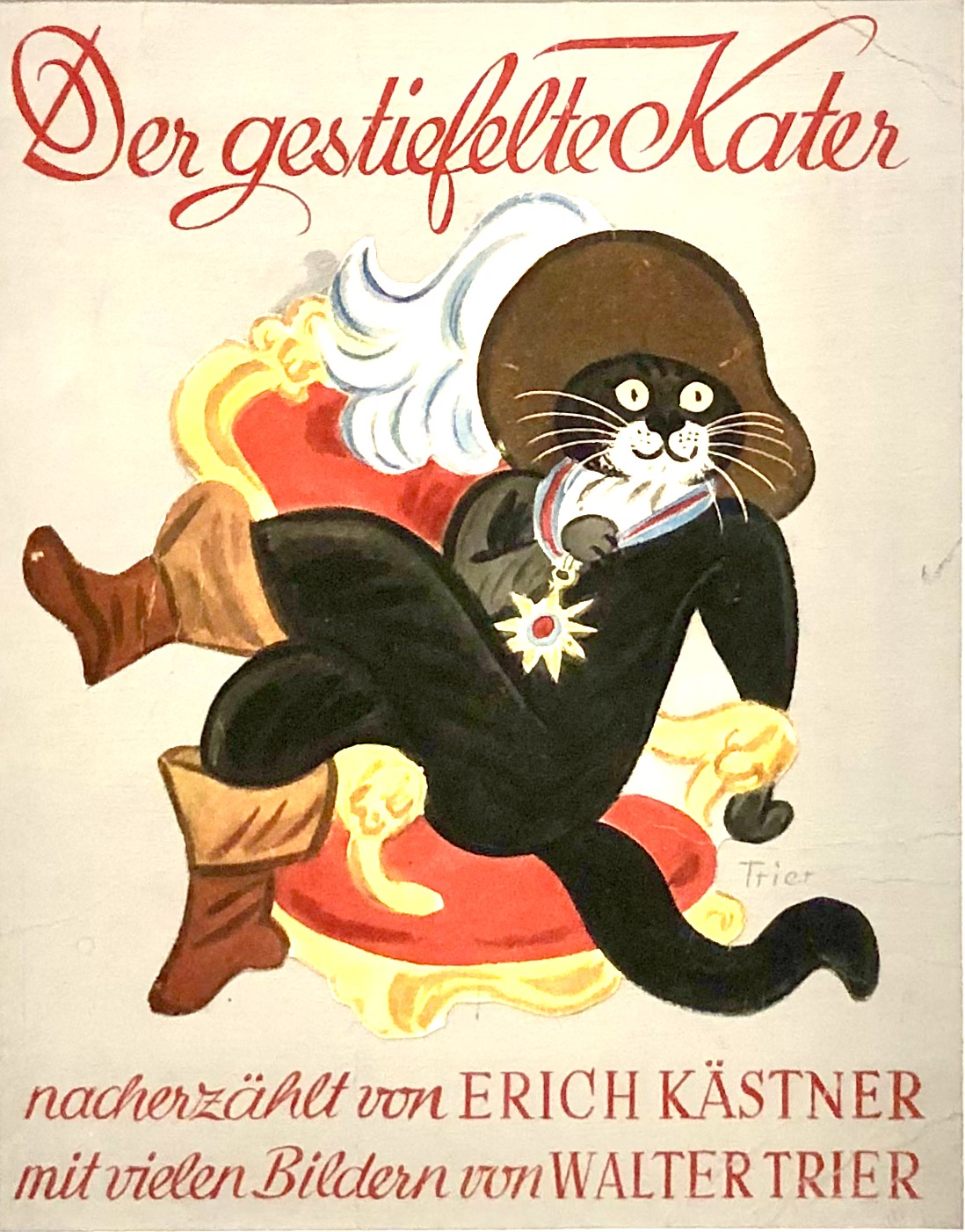
Originalillustration für das Buchcover (Walter Trier, 1949)

Der gestiefelte Kater ist eine Nacherzählung für Kinder von Erich Kästner mit Illustrationen von Walter Trier. Es war Kästners einziges Märchen unter seinen sechs Nacherzählungen bekannter Klassiker der Weltliteratur. Es erschien zuerst 1950 im Atrium Verlag (Zürich) und im Verlag Carl Ueberreuter (Wien, Heidelberg).

## Handlung
Ein Müller lebt mit drei Söhnen in seiner Mühle. Nach seinem Tod schlägt der älteste vor, das Erbe unter sich aufzuteilen. Die Mühle übernehme er, der zweitälteste bekomme den Esel und die Katze bleibe für den jüngsten. Dieser findet das ungerecht und möchte wie zuvor weiter mit ihnen in der Mühle leben, doch die beiden anderen bestehen auf der Aufteilung.
Wütend zieht sich der jüngste, der Hans heißt, mit dem Kater in seine Kammer zurück, als dieser beginnt mit dem verblüfften Hans zu sprechen. Der Kater überredet seinen neuen Besitzer wegzugehen. „Irgendwohin, wo man uns nicht kennt“. Von seinen Brüdern enttäuscht, hungrig und resigniert übernachtet er mit dem Kater die erste Nacht in einer Scheune. Tags darauf überzeugt der Kater Hans, sein letztes Geld ihm zu überlassen und er kauft sich „ein Paar hohe Stiefel, eine kleine grüne Jagdtasche und einen Sack“.
Mit Hilfe des Sacks, Weizenkörnern und einer List (er stellt sich tot) gelingt es ihm bald ein Rebhuhn zu fangen. Mit dem getöteten Rebhuhn in der Jagdtasche geht der Kater zu einem Königsschloss. Dort lebt ein „herzensgute[r], aber magenkranke[r] König“, dem einer seiner zwölf Ärzte geraten hat, für seinen Magen ein Rebhuhn zu essen. Doch niemand bringt dem König eines. Denn trotz einer Belohnung von tausend Talern schießen die „Oberförster, Förster und Jagdgehilfen“ immer daneben, wenn sie ein Rebhuhn sehen. Der Kater überreicht dem König das gefangene Rebhuhn und erklärt, es sei ein Geschenk seines Herrn, des „Grab [sic] von Carabas“. Er will zwar den Dank des Königs an den Graf von Carabas ausrichten, weigert sich aber stolz die angebotene Belohnung anzunehmen.
Nun empfiehlt ein weiterer Arzt dem König für die Gesundheit, ein Kaninchen zu essen. Obwohl es viele davon gibt, gelingt es wieder niemandem, auch nur eins zu erlegen. Auch dieses Mal kommt der Kater mit einem Kaninchen zum König, lehnt die Belohnung ab und hinterlässt einen staunenden König. Der nächste Arzt fürchtet um die „Konstitution“ des Königs, falls er keine Wachtel isst. Lange Zeit fängt niemand eine Wachtel, so dass der König schon ein Kilo abgenommen hat, bis der Kater schließlich mit vier Wachteln zu ihm kommt. Zum dritten Mal schlägt der Kater alle Angebote aus.
Während all dieser Zeit hatte der Kater seinen Herrn mit Hühnern oder Kaninchen versorgt. Eines Tages bittet er Hans in einem Fluss zu baden. Als er im Wasser ist, wirft der Kater dessen Kleidung in den Fluss und ruft eine goldene Kutsche mit vier Schimmeln zu Hilfe. Dort sind der König und seine Tochter, die – in der Annahme es sei der Graf von Carabas – den Lakaien befehlen, Hans zu retten und prächtig einzukleiden. Mit Hans in der Kutsche fahren sie weiter durch Felder und Wiesen, von denen ihnen alle erzählen, es sei der Besitz des Grafen von Carabas. Denn der Kater hatte (unter der Drohung sie in „ranzigem Öl“ zu braten) diesen zuvor befohlen, dies dem König zu erzählen.
Inzwischen war der Kater zum wahren Besitzer der Wiesen und Felder, einem bösen Zauberer, gegangen und hatte ihn aufgefordert, sich in einen Elefanten zu verzaubern. Der Zauberer will ihn beeindrucken, verwandelt sich in einen Elefanten und dann immer andere Tiere, bis er sich schließlich in eine Maus verwandelt und vom Kater gefressen wird. Als die Kutsche des Königs im Schloss des Zauberers ankommt werden sie mit dem Ruf „Unser lieber Herr, der Graf von Carabas , soll leben“ empfangen. Wieder hatte der Kater dies veranlasst. Der Kater lädt daraufhin den König ein, Kaninchenbraten, Rebhühner und Wachteln zu essen und der König vermählt seine Tochter mit Hans, den er für einen Grafen hält. Dafür ernannte ihn Hans nach der Hochzeit zu seinem „Oberfeldwaldwiesenundhaushofmeister“.

## Entstehung und Hintergrund
Nach der Veröffentlichung von Till Eulenspiegel dauerte es, bedingt durch Krieg und Papierknappheit, zehn Jahre, bis Erich Kästner seine zweite Nacherzählung für Kinder schrieb, die wiederum von Walter Trier bebildert wurde. Die Erzählung geht davon aus, dass alle Kinder dieses Märchen schon kennen, und beginnt mit dem Streit zwischen den Geschwistern. Anders als in den Märchenerzählungen von Charles Perraut und der Gebrüder Grimm ist der dritte Sohn nicht naiv und dumm, sondern Kästner lässt ihn selbstbewusst gegen die Ungerechtigkeit protestieren. Hier entscheidet sich der jüngste Sohn für ein selbstbestimmtes Leben mit dem Kater. Die weitere Handlung läuft wie bekannt ab, jedoch wird der Kater hier „ein Carpetbeggar, einer von denen, die eben noch Schwarzmarktgeschäfte gemacht und nun schon wieder solche machten, die man betrügerisch nennen könnte, wenn wir uns nicht in den Gefilden des Märchens bewegten“. Kästner gelingt hier ein Gesellschaftsbild seiner Zeit, als sich die Menschen wenige Jahre nach Kriegsende wieder neu organisierten.

## Ausgaben
- Erich Kästner: Der gestiefelte Kater, Atrium Verlag, Zürich 1950
- Erich Kästner: Der gestiefelte Kater, Verlag Carl Ueberreuter, Wien, Heidelberg 1950
- Erich Kästner: Der gestiefelte Kater In: Ders.: Maskenspiele: Nacherzählungen, herausgegeben von Sybil Gräfin Schönfeldt, Carl Hanser Verlag, München/Wien 1998 (Band IX von Erich Kästner: Werke, Hg. Franz Josef Görtz), S. 31–48

Das Kinderbuch Der gestiefelte wird bis heute vom Atrium Verlag (Zürich) herausgegeben. Es erscheint auch in Lizenzausgaben in Sammelbänden, digitalen Ausgaben und Hörbuchfassungen. Es wurde bisher in 15 Sprachen übersetzt.